# Небо моего детства
Небо моего детства (каз. Балалық шағымның аспаны) — фильм режиссёра Рустема Абдрашева о детстве президента республики Казахстан Н. А. Назарбаева, снятый по мотивам его литературных воспоминаний «Без правых и левых», «Эпицентр мира», «В центре Евразии».
Фильм снимали в Алматинской области на джайляу Ушконыр, в селе Чемолган, городах Каскелен и Алма-Ата. На стадии разработки фильму было дано рабочее название «Небо моего детства», которое впоследствии решено было оставить.
Премьера фильма состоялась в столице Казахстана Астане, позже фильм показали в Алма-Ате в кинотеатре «Арман».

## Сюжет
Фильм рассказывает о становлении личности и характера лидера нации, о его первых разочарованиях и победах, о надеждах и сбывшихся мечтах. Султан, так называли Нурсултана Абишевича в детстве, с малых лет мечтал о небе — хотел стать летчиком. К концу учебы в школе ему выпадает шанс поступить в Киевский институт гражданской авиации, но судьба направляет его к другим вершинам.

## В ролях
- Ержан Жарылкасынов — отец Нурсултана в молодости
- Нуржуман Ихтымбаев — отец Нурсултана в старости
- Алмагуль Алишева — мать Нурсултана в молодости
- Наталья Аринбасарова — мать Нурсултана в старости
- Елжас Альпиев — Нурсултан в детстве
- Абильмансур Сериков — Нурсултан-школьник
- Нурлан Алимжанов — Нурсултан в юности
- Бибигуль Тулегенова — бабушка Нурсултана
- Даулет Абдыгапаров — Мамбетбай
- Нурсултан Назарбаев — камео